# Manuel Navarro Dolz
Manuel Navarro Dols (Alicante, España, 29 de septiembre de 1946) es un exfutbolista español que se desempeñaba como defensa.

## Clubes
| Club                    | País   | Año       |
| ----------------------- | ------ | --------- |
| Club Deportivo Alcoyano | España | 1967-1969 |
| Hércules                | España | 1969-1970 |
| Real Club Celta de Vigo | España | 1970-1977 |